# 愛の才能
「愛の才能」（あいのさいのう）は、川本真琴の一枚目のシングル。英語表記では「sense of love」。

## 解説
表題曲「愛の才能」は岡村靖幸が作曲・編曲・プロデュースを手掛け、カップリング曲「早退」は作曲を川本自身が、石川鉄男が編曲・プロデュースを手掛けた。作詞はともに川本による。
「愛の才能」はのちに岡村と川本がそれぞれセルフカバーした。

## 収録曲
（全作詞：川本真琴）
1. 愛の才能（5:17）
  - 作曲・編曲：岡村靖幸
  - TBS系「COUNT DOWN TV」エンディングテーマ
  - アルバム『川本真琴』の二曲目に「愛の才能（ALBUM VERSION）」収録。アルバム収録版との相違は、シングル版の冒頭にある音が無いのと、フェードアウトで曲が終了すること、岡村のコーラスが所々入る。
2. 早退（5:35）
  - 作曲：川本真琴／編曲：石川鉄男
  - 自作曲としては、この曲がデビュー曲となる。
3. 愛の才能（Backing Track）（5:17）

## 収録アルバム
- 『川本真琴』 (#1、ALBUM VERSION)
- 『The Complete Singles Collection 1996〜2001』 (#1,2,3)

## カバー・バージョン
- 岡村靖幸 - ライブDVD「むこうみずでいじらしくて」にライブ収録。未CD化。
- 川本真琴 - 2016年（セルフカバーアルバム『ふとしたことです』にピアノの弾き語りで収録[2]）